# Neallogaster jinensis
Neallogaster jinensis – gatunek ważki z rodziny szklarnikowatych (Cordulegastridae). Miejsce typowe to Lingshi w dolinie rzeki Fen He w chińskiej prowincji Shanxi.